# عصابة المفتاح الإنجليزي
عصابة المفتاح الإنجليزي The Monkey Wrench Gang هي رواية كتبها المؤلف الأمريكي إدوارد آبي (1927–1989) ونُشرت عام 1975.
وهي أشهر أعمال آبي، ومضمون الرواية هو استخدام التخريب للاحتجاج على الأنشطة الضارة بالبيئة في جنوب غرب الولايات المتحدة، وكان لها تأثير كبير لدرجة أن مصطلح مانكي رينتش "monkeywrench"، الذي غالبًا ما يستخدم كفعل، أصبح يعني إلى جانب التخريب والتدمير: إلحاق الضرر بالآلات، أو أي تخريب أو نشاط أو سن القوانين، أو خرق القانون للحفاظ على البرية والمساحات البرية والنظم البيئية.
في عام 1985 أصدرت دار نشر دريم غاردن بريس Dream Garden Press طبعة خاصة للذكرى العاشرة للكتاب تحتوي على رسوم توضيحية لـ روبرت كرامب، بالإضافة إلى فصل بعنوان "سيلدوم سين في البيت" "Seldom Seen at Home" الذي تم حذفه من الطبعة الأصلية. 

## القصة
الشخصيات الأربعة الرئيسية في الكتاب هم متمردون بيئيا:
- "سيلدوم سين سميث"، مرشد نهر جاك مورمون
- دوك سارفيس، جراح غريب ولكنه ثري وحكيم
- بوني أبزوغ، مساعدته النسوية اليهودية الشابة
- جورج هايدوك وهو من المحاربين القدامي في فيتنام وهو غريب الأطوار من غرين بيريت

على الرغم من أنهم لا يعملون دائمًا كفريق متماسك، إلا أنهم يشكلون مجموعة تسعى لتدمير ما يعتبرونه النظام الذي يلوث ويدمر بيئتهم وهي الغرب الأمريكي. ومع استمرار هجمات العصابة على الجرافات والقطارات المهجورة.
بالنسبة للعصابة، العدو هم أولئك الذين يطورون الجنوب الغربي الأمريكي، وينهبون الأرض، ويلوثون الهواء، ويدمرون الطبيعة والنقاء المقدس لعالم آبي الصحراوي. وتتركز كراهيتهم الكبرى على سد جلين كانيون، وهو صرح متجانس من الخرسانة يسعى أفراد العصابة إلى تدميره لأنه يسد نهرًا بريًا جميلاً.

## روابط خارجية
- عصابة المفتاح الإنجليزي  في قاعدة بيانات الأفلام على الإنترنت (بالإنجليزية)
- The environmentalist as macho, working class, cowboy: Edward Abbey's The Monkey Wrench Gang
- "Rereading: Robert Macfarlane on The Monkey Wrench Gang
- "As reviewed by Darren Botello-Samson, Department of Social Sciences, Pittsburg State University